# ارکیده‌های ریزه
ارکیده‌های ریزه (نام علمی: Drymoanthus) نام یک سرده از تیره ثعلبیان است.